# Adamawa United Football Club
Le Adamawa United Football Club est un club nigérian de football basé à Yola.

## Histoire
Le club évolue la première fois en première division lors de la saison 2007.